# Fred i George Weasley
Fred i George Weasley (r. 1.travnja 1978.) likovi su iz serije romana o Harryju Potteru, autorice J. K. Rowling. Sinovi su Arthura i Molly Weasley. Mlađa su braća Billu, Charlieju i Percyju, a starija braća Ronu i Ginny, a posljednje dvoje prijatelji su Harryja Pottera. Blizanci su također dobri Harryjevi prijatelji, i prema njemu se ponašaju bolje nego prema Ronu, kojeg vole zadirkivati zajedno s Percyjem. Kao i ostali Weasleyjevi imaju plamenocrvenu kosu. Svi ih smatraju duhovitima i čini se da su veoma popularni među Gryffindorima. 
Fred i George koji su pohađali Hogwarts od 1989. do drugog polugodišta školske godine 1995. – 96. bili su školski klaunovi i zabavljači, više zainteresirani za zbijanje šala nego za učenje, iako pri stvaranju različitih šaljivih predmeta pokazuju visoku razinu znanja i vještine. Nije začuđujuće da njihovi rođendani padaju upravo na 1. travnja. Fred se ponekad čini dominantnijim blizancem, ali oni zapravo funkcioniraju kao ekipa. Bili su goniči u gryffindorskoj metlobojskoj ekipi sve dok im Dolores Umbridge nije doživotno zabranila igranje metloboja. Malo nakon te zabrane napustili su Hogwarts. Sada imaju dućan psina u Zakutnoj ulici. Na razočaranje njihove majke, oni su jednini njezini sinovi koji nisu postali prefekti (ali treba primijetiti da prefekticom nije postala i njihova sestra Ginny). Njihovi izgled i osobnost toliko su slični da mogu zavarati i vlastitu majku, pa su tako jednom džempere sa slovima, "G" i "F", koje su dobili od majke izmijenili i nazvali sebe "Gred" i "Forge".
U Harryju Potteru i Plamenom Peharu, Fred i George počeli su prodavati vlastite šaljive predmete pod imenom "Weasleyjevi čarozezi". Jednu od svojih šala testirali su i na Harryjevu bratiću, Dudleyju Dursleyju, tako što im je par Karamela jezikoduljica "slučajno" palo na pod, a Dudley, koji je bio na dijeti, pohlepno ih je pojeo i uskoro dobio jezik produžen za nekoliko metara, a na svjetskom metlobojskom prvenstvu Ludo Bagman, šef Odjela za magijske igre i sportove u Ministarstvu magije impresioniran je njihovim lažnim čarobnim štapićima.
Unatoč želji njihove majke da se zaposle u Ministarstvu, njihov je san bio da otvore trgovinu psina. Harry (koji je naslijedio više nego dovoljno novca) to im je omogućio darujući im svoju nagradu s Tromagijskog turnira
Dvojac puno pomaže Harryju tijekom serije; u Harryju Potteru i Odaji tajni blizanci i Ron pomažu Harryju da pobjegne od Dursleyjevih, u Harryju Potteru i Zatočeniku Azkabana dali su mu Mapu za haranje, a u Harryju Potteru i Redu feniksa napravili su diverziju kako bi se Harry mogao poslužiti kaminom u uredu profesorice Umbridge, koji nije bio pod nadzorom. Bili su i članovi Dumbledoreove Armije, grupe koju su osnovali Harry, Ron i Hermiona kako bi svi mogli dobiti osnaovna znanja iz Obrane od mračnih sila, što im tadašnja profesorica nije pružala. Kasnije te godine, doživotno im je zabranjeno igranje metloboja i oni su odlučili odustati od školovanja; prije odlaska ipak su odali počast Dumbledoreu ostavljajući Umbridgevu na stotinu muka - ostavili su joj "prijenosnu močvaru" na jednom hodniku, i zatim su otperjali na svojim metlama, ali su usput još rekli Peevesu da zagorča život Umbridgeici (to je bio jedini trenutak u cijeloj seriji romana o Harryju Potteru u kojem je Peeves poslušao i izvršio nešto po molbi nekog učenika). Močvara je neko vrijeme ostala na mjestu, zato što je Umbridgeova nije znala ukloniti. Nakon njezina odlaska, profesor Flitwick u sekundi je uklonio močvaru, ali je ostavio komadić pod prozorom u čast blizanaca Weasley.
U Harryju Potteru i Princu miješane krvi Fred i George još uvijek uspješno vode svoj dućan psina, i imaju barem jednog zaposlenika ("Verity"). Jedan od njihovih proizvoda (instant-mrak) igra važnu, ali negativnu, ulogu u borbi u Hogwartsu. Koristio ga je Draco Malfoy kako bi pobjegao bivšim članovima D.A. Nije posve jasno jesu li se Fred i George, po svojoj velikoj želji, pridružili Redu feniksa.
Iako je gospođa Weasley u početku bila protiv njihove trgovine, shvatila je da imaju dara za svoj posao i od tada se više nije bunila. U stvari, sad je impresionirana uspjesima svojih sinova.
Iako se čini da stalno maltretiraju svojeg brata Rona, zapravo se brinu za njega, što najbolje možemo vidjeti u Princu miješane krvi kad su bili jako zabrinuti zbog Ronova trovanja.
Fred Weasley je umro na kraju sedme knjige (Harry Potter i Darovi smrti) u borbi za Hogwarts, a Geroge je na početku sedme knjige ostao bez uha.

## Ostalo
- Obitelj Weasley